# Remer

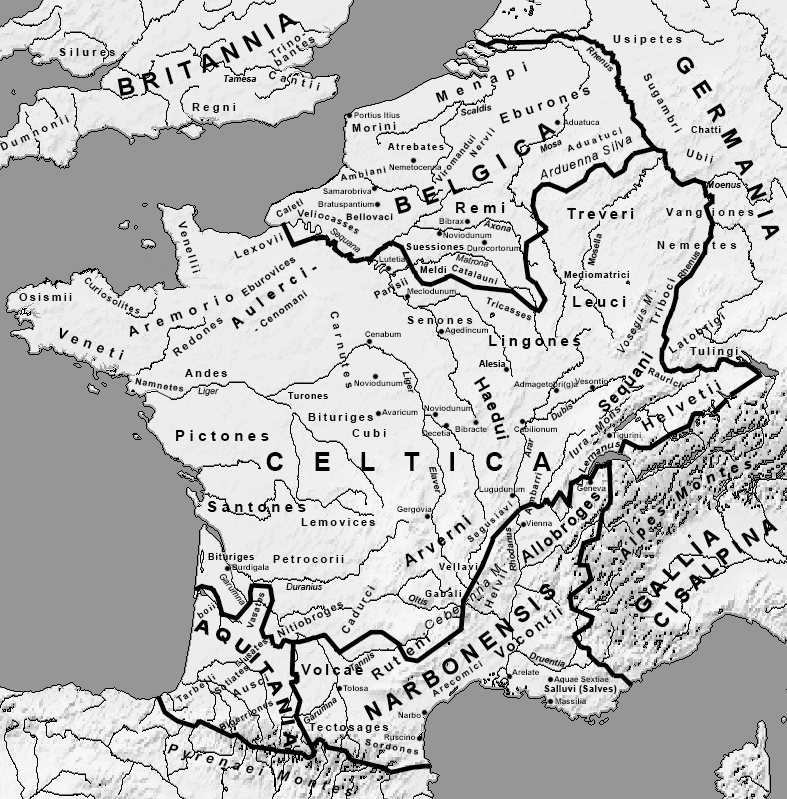
Antike Stämme in Gallien

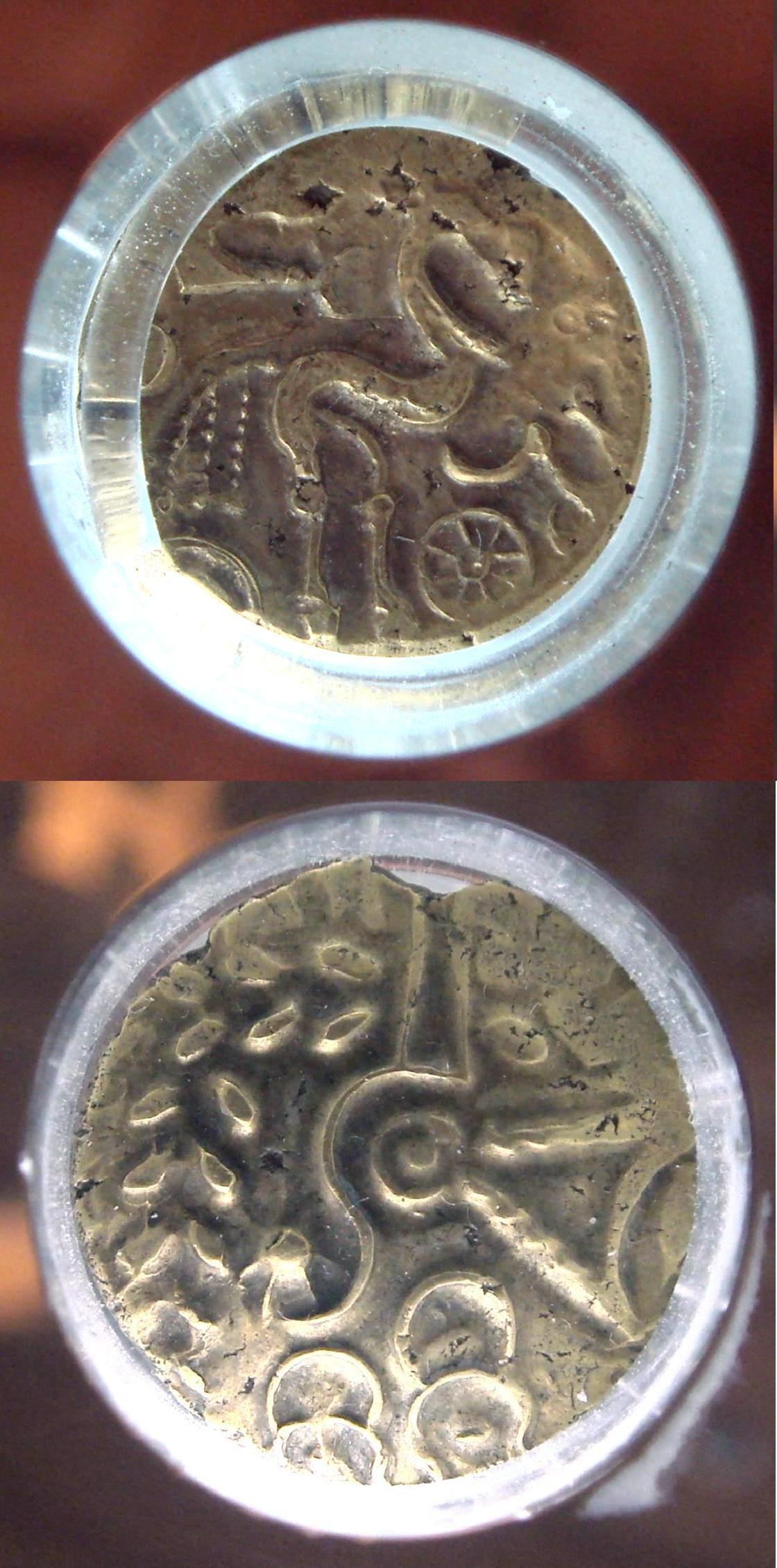
Münze der Remer

Die Remer (lateinisch Remi) waren neben den Suessionen einer der größten belgisch-keltischen Stämme. Sie waren im Gebiet zwischen den Flüssen Aisne und Marne (Matrona) im Gebiet der heutigen Region Champagne im Norden Frankreichs sesshaft.

## Geschichte
Schon vor der römischen Zeit schlugen die Remer ihr eigenes Geld und waren, wie die Leuker, als Meister im Schleudern von Geschossen bekannt (…optimus excusso Leucus Remusque lacerto).
Sie führten wiederholt Krieg mit den Stämmen der Parisier und Senonen. Unter Iccius und Andecombogius verbündeten sie sich bereits im Jahr 57 v. Chr. mit Caesar und unterstützten ihn während der gallischen Kriege, wodurch sie später den Ehrentitel foederati führten und zu einem der bedeutendsten Stämme Galliens avancierten. Nachdem ihre Hauptstadt Bibrax 57 v. Chr. von den Belgern zerstört worden war, halfen die Römer ihnen, eine neue Hauptstadt aufzubauen. Diese, genannt lateinisch Durocortorum Remorum, war die damals zweitgrößte Stadt Galliens. Bereits im Jahr 53 v. Chr. hielt Cäsar, nach der Verwüstung des Eburonengebiets, in Durocortorum einen gallischen Landtag ab. In römischer Zeit wurde die Kurzform Remis gebräuchlich, woraus sich der heutige Name Reims ableitet.